# لورا بوف
لورا بوف (22 يوليو 1946 - 2 نوفمبر 2020)، هي ممثلة وكاتبة مسرحية ومعلمة ومديرة مسرح أرجنتينية.